# TT344
La tombe thébaine TT 344 est située à Dra Abou el-Naga, dans la nécropole thébaine, sur la rive ouest du Nil, face à Louxor en Égypte.
C'est la sépulture de Piay, gardien du bétail, vivant durant la période ramesside.